# قلعه تل کد خدایی چنگلوا
قلعه تل کدخدایی چنگلوا مربوط به دوران‌های تاریخی پس از اسلام است و در شهرستان کهگیلویه، روستای چنگلوا واقع شده و این اثر در تاریخ ۷ مهر ۱۳۸۱ با شمارهٔ ثبت ۶۲۹۵ به‌عنوان یکی از آثار ملی ایران به ثبت رسیده است.